# Včelary
Včelary jsou část obce Bílovice v okrese Uherské Hradiště. Nacházejí se asi 1 km na západ od Bílovic. Je zde evidováno 113 adres. Trvale zde žije 344 obyvatel. Nachází se zde kaple Panny Marie. Stavebně Včelary již zcela splývají s Bílovicemi a jejich hranici vymezuje jen tabulka při silnici Uh. Hradiště – Zlín. Historické centrum vesnice s kaplí Panny Marie je mimo tuto hlavní silnici.
Včelary je také název katastrálního území o rozloze 0,76 km2.

## Název
Na vesnici bylo přeneseno označení jejích obyvatel včelaři udávající jejich převažující zaměstnání. První dochovaná písemná zmínka má podobu Včelaře, jméno se zapisovalo i jako Včerály (tak dosud nářečně).